# 林振成
林振成（1918年2月1日—1951年6月29日），日治台灣台北州宜蘭郡人，中國共產黨員，宜蘭尋常小學校高等科畢業，國共內戰後參與中共中央社會部台灣工作站活動，受牽連判死刑，1951年6月29日槍決於台北馬場町刑場。

## 生平
林振成，1918年2月1日生於日治台灣台北州宜蘭郡，宜蘭尋常小學校高等科畢業後即在家務農，二戰期間，受日本當局征派南洋參戰，光復後返台。
1948年中共中央社會部部長李克農先後派遣朱芳春(化名非)、蕭明華及周一栗等多名特工赴台發展組織。由非領導，並由蘇藝林負責軍事情蒐，非透過關係進入國語日報社任副總編輯，非在國語日報社與馬學樅銜接工作後，於1949年3月至6月間在臺灣省政府社會處主辦之社會科學研究會附設「實用心理學補習班」講課，吸收學員陳平、熙、鄭臣嚴、王隆煜、李學驊、孫清河等人陸續加入「新民主主義青年團中央黨部」，1949年10月于非回台後，將組織名稱改為中共中央社會部台灣工作站 。
孫玉林於1945年抵台，先後擔任民政處第二科任辦事員、宜蘭區署總務科長，非接受李克農指示與孫玉林取得聯繫，在宜蘭礁溪溫泉區與老同學蘇藝林及非碰面，孫玉林開始參與中共中央社會部在台地下組織運作，負責組織財務，孫玉林在花蓮成立了泰豐米行。又利用在宜蘭區署總務科長任內認識的林振成、簡桂生等人，在1949年8月一起成立了廣益木材行，由周一粟擔任經理，實際上，孫玉林介紹蘇藝林與林振成、簡桂生認識，吸收其加入組織，並想利用他們在二二八時糾集的群眾，從事籌組地下武力的任務。
孫玉林透過過關係結識花蓮空軍軍糧補給庫庫長朱冠軍，將軍糧交存孫玉林的泰豐米廠，前後盜賣軍糧達十五萬斤。
為了籌措財源，孫玉林除了指示林振成進行走私到琉球以外，還設法讓林振成從琉球取得台灣銀行十元卷真銅版，在宜蘭礁溪鄉二結村山上印製假鈔，做為購買武器之資，官方認為此舉是針對1949年6月發行的新台幣所做的破壞，將造成台灣金融秩序的混亂。
由於古寧頭戰役之後，解放軍攻勢受阻，原本以為短短一年的戰事發展竟然受到阻礙，泰豐米廠盜賣軍糧卻造成嚴重虧空，孫玉林與林振成商議讓泰豐米廠倒閉維持木材行與琉球的貿易。1950年2月非遭當局鎖定，蕭明華、凱相繼被逮捕，孫玉林運作台灣東部防守區司令部參謀處少校參謀白靜寅為非辦得東部防守區司令部之諜報證，讓非（化名趙光鄰）攜帶大量軍事情報搭滬廣輪與蘇藝林母親離台返回大陸，1950年8月部隊軍糧短缺，軍隊發現朱冠軍盜賣軍糧，相關案情陸續曝光，林振成於1950年5月21日由花蓮警局逮捕，孫玉林潛逃躲避於9月在瑞芳車站遭誘捕。1951年7月全案偵查進入後續收網階段，調查局在香港新聞天地週刊刊登整刊的特稿，以李克農照片為封面，標題中共社會部首領李克農的潛台組織已被一網打盡。
林振成與同案蘇藝林、陳平、周一粟、安學林、張慶、嚴明森、田子彬、劉維、白靜寅、徐毅、余熙、葛仲卿、譚興坦、孫玉林、簡桂生、馬學樅、李學驊共18人被判處死刑，1951年6月29日槍決於水源路刑場。

## 紀念
2013年10月，北京西山國家森林公園的無名英雄廣場上立有無名英雄紀念碑，為紀念來台灣在1950年代被處決「隱避戰線烈士」而設立。林振成銘刻於紀念碑上為，中国國家安全部追認中華人民共和國烈士。

## 平反
2018年10月4日，促進轉型正義委員會第一批平反，依據促轉會107年9月26日本會第9次委員會議決議，撤銷受難者林慶雲君等1270人之刑事有罪判決暨其刑，其中(40)安潔字第 436 號，有關林振成共同首謀意圖以暴動之
方法顛覆政府而著手實行之有罪判決暨其刑及沒收之宣告正式撤銷。